# بير نافارو
بير نافارو (بالكتالونية: Pere Navarro i Morera)‏ هو سياسي إسباني، ولد في 23 ديسمبر 1959 في إسبانيا. حزبياً، نشط في الحزب الاشتراكي الكتالوني-المؤتمر ‏ وحزب كاتالونيا الاشتراكي (1977 – ).

## مناصب
- انتخب نائب العمدة تاراسا (1999 – ).
- انتخب First Secretary of the Parliament of Catalonia  [لغات أخرى]‏ (23 يوليو 2014 – 4 أغسطس 2015).
- انتخب First Secretary of PSC ‏ (17 ديسمبر 2011 – 11 يونيو 2014).
- انتخب عمدة تاراسا (13 أبريل 2002 – 10 ديسمبر 2012).
- انتخب Terrassa City Councillor ‏ (1987 – 2012).
- انتخب عضو البرلمان الكاتالوني ‏ عن دائرة برشلونة [الإنجليزية]‏ (17 ديسمبر 2012 – 4 أغسطس 2015).